# Burgtor-Lichtspiele

Anzeige der Burgtor-Lichtspiele von 1953

Die Burgtor-Lichtspiele waren ein Lübecker Kino.
Bis zu seiner Zerstörung beim britischen Bombenangriff vom 28./29. März 1942 hatte Lydia Wittenberg mit ihrem Sohn Kurt das Kino National in der Sandstraße geleitet. Nach Kriegsende hatte sie die Absicht, das National wieder aufbauen zu lassen, aber dieses Vorhaben ließ sich nicht kurzfristig umsetzen.
Vor dem Burgtor, an der Travemünder Allee Nr. 3 am südwestlichen Rand des Burgfelds, stand eine nach dem Bombenangriff von der Organisation Kraft durch Freude errichtete Verpflegungshalle, die in den Besitz der Stadt Lübeck übergegangen war. Im November 1946 beantragte Lydia Wittenberg, die Halle pachten und dort ein Lichtspieltheater einrichten zu dürfen. Die Stadtverwaltung stand dem Antrag positiv gegenüber, da ein Mangel an Kinos in Lübeck herrschte: Von den sechs unzerstörten Innenstadtkinos (Capitol, Eden-Lichtspiele, Stadthalle, Zentral, Holstentor-Lichtspiele und Rialto) waren nur das Zentral und das Rialto der Öffentlichkeit zugänglich, die übrigen waren von der britischen Besatzungsmacht auf unabsehbare Zeit als Militärkinos requiriert worden. Nachdem sie nachgewiesen hatte, dass sie über zwei Filmprojektoren verfügte, erhielt Lydia Wittenberg den Zuschlag vor einem anderen Interessenten, der die Halle gleichfalls pachten wollte.
Bedingt durch den allgemeinen Mangel der frühen Nachkriegsjahre nahm der Umbau der Halle über ein Jahr in Anspruch. Am 7. Juli 1948 schließlich wurden die Burgtor-Lichtspiele mit 727 Plätzen eröffnet.
Schon zwei Jahre darauf fand ein erster Umbau statt: Zu Weihnachten 1950 erhielt das Kino ein Foyer, eine Garderobe, neue Kassenschalter und einen Erfrischungsstand in zeitgemäßem großstädtischem Stil, der die spartanische Dürftigkeit der unmittelbaren Nachkriegszeit ablöste.
In den 1950er und 1960er Jahren waren die mittlerweile von Kurt Wittenberg geleiteten Burgtor-Lichtspiele eines der populärsten Kinos der Stadt; zahlreiche Lübecker Erstaufführungen, oftmals mit persönlichen Auftritten und Autogrammstunden der Darsteller, fanden hier statt.
Im April 1973, kurz bevor ein Konkursverfahren gegen Kurt Wittenberg eröffnet wurde, übertrug er den Pachtvertrag für die Burgtor-Lichtspiele an Artur Mest, den Eigentümer des Zentral. Von 1987 an war das Kino Spielstätte der jährlichen Retrospektive im Rahmen der Nordischen Filmtage, die bis dahin im Zentral stattgefunden hatte.
In den 1980er Jahren sank die Bedeutung der Burgtor-Lichtspiele. Das Programm bestand vorwiegend aus gängigen Mainstream-Filmen; den allgemein zurückgehenden Kinobesucherzahlen versuchte man durch einen Umbau zu einem sogenannten Service-Kino zu begegnen, bei dem die Anzahl der Sitze schrittweise auf 383 verringert wurde. Zudem wurde das Personal auf zwei Personen – eine zugleich für den Süßwarenverkauf zuständige Kassiererin und einen Filmvorführer – reduziert.
1990 wurden die Burgtor-Lichtspiele geschlossen und vollständig abgerissen. An ihrer Stelle befindet sich heute ein Hotel.